# Agnes van Montbéliard
Agnes van Montbéliard (overleden rond 1377) was van 1338 tot 1367 gravin van Montbéliard. Ze behoorde tot het huis Ivrea.

## Levensloop
Agnes was de oudste dochter van graven van Montbéliard Reinoud van Bourgondië en Guillemette van Neuchâtel. Nadat haar broer Othenin in 1321 graaf van Montbéliard werd, werd Agnes de belangrijkste erfgename van het graafschap. Op 24 april 1320 huwde ze met heer Hendrik van Montfaucon. 
Vanaf 1332 namen Agnes en haar echtgenoot Hendrik regenten het regentschap op voor haar mentaal zieke broer Othenin. Nadat Othenin overleed, nam het echtpaar in 1338 de regering van het graafschap Montbéliard over. 
In 1349 richtte de Zwarte Dood een zware ravage aan in Montbéliard. In 1350 en 1352 nodigde koning Jan II van Frankrijk Agnes en alle andere vorsten in de Franche-Comté uit om te dienen tegen de Engelsen in de Honderdjarige Oorlog. Haar echtgenoot Hendrik ging daarop in, waarna hij vocht in het leger van Filips de Stoute, de vierde zoon van de Franse koning Jan II. De regering van Agnes en Hendrik over Montbéliard werd eveneens gekenmerkt door een oorlog met vorst Lodewijk van Neuchâtel, die meer dan dertig jaar zou duren. Deze oorlog ging over de suzereiniteit over de landerijen in de vallei van Morteau.
In 1367 stierf Agnes' echtgenoot Hendrik van Montfaucon. Ze overleefde haar echtgenoot tien jaar en stierf rond het jaar 1377. 

## Nakomelingen
Agnes en haar echtgenoot Hendrik hadden drie zonen:
- Stefanus (1325-1397), heer van Montfaucon en graaf van Montbéliard
- Reinhard (overleden in 1386), sneuvelde in de Slag bij Sempach
- Lodewijk (overleden in 1362), aartsbisschop van Besançon